# ثريبان (بارق)
ثريبان : قرية تقع بمحافظة بارق في جنوب المملكة العربية السعودية. تقع في شمالي إمارة بارق على مسافة ثلاثة أكيال تقريباً، ويبلغ تعداد سكانها 502 نسمة حسب الإحصاء الذي جرى عام 2004.

## التسمية
ثَريْبَان - بكسر أوله وفتح الراء وسكون المثناة التحتية - مثنى ثريب وهي حِجارة كحجارة الحرّة إِلا أَنها بِيضٌ.